# Erhan Yaylacı
Erhan Yaylacı (ur. 1 stycznia 1998) – turecki zapaśnik walczący w stylu wolnym. Zajął czternaste miejsce na mistrzostwach świata w 2021. Dziesiąty na mistrzostwach Europy w 2021. Trzeci w indywidualnym Pucharze Świata w 2020. Srebrny medalista igrzysk solidarności islamskiej w 2021. 
Trzeci na MŚ U-23 w 2021. Mistrz Europy U-23 w 2021; trzeci w 2019. Trzeci na MŚ i ME juniorów w 2018 roku.